# Erich Zimmermann (Sänger)

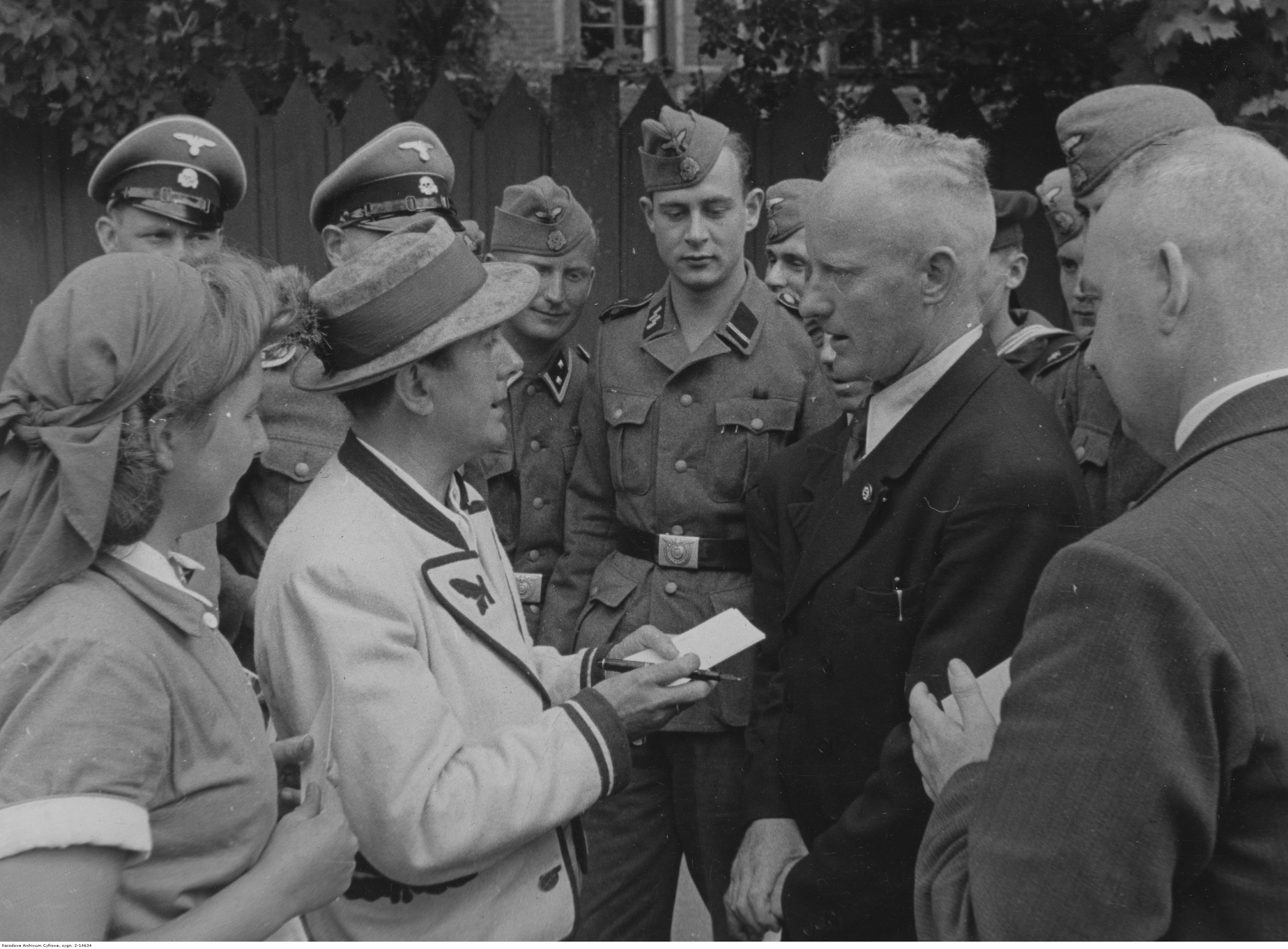
Erich Zimmermann verteilt Autogramme während der Wagner-Festspiele in Bayreuth

Erich Zimmermann (* 29. November 1892 in Cölln bei Meißen, Sachsen; † 24. Februar 1968 in Berlin-Schöneberg) war ein deutscher Opernsänger (Tenor).

## Leben
Erich Zimmermanns Eltern waren der Schmiedemeister Paul Zimmermann und Anna Zimmermann, geb. Steudten. Sein erster Beruf war der eines gelernten Porzellanmalers bei der Meißner Porzellanmanufaktur. Er studierte Gesang in Dresden und debütierte ebendort 1918 an der Staatsoper. Es folgten Engagements an den Opernhäusern von Dortmund, Braunschweig und Leipzig. 1925 debütierte er bei den Bayreuther Festspielen und trat im Herbst desselben Jahres sein Engagement an der Bayerischen Staatsoper in München an. 1927 gastierte er nochmals an der Dresdner Staatsoper und erstmals an der Wiener Staatsoper, an welcher er den David in Wagners Meistersingern von Nürnberg verkörperte. Zwei Jahre später wurde er von Clemens Krauss als Ensemblemitglied an die Wiener Oper verpflichtet.
Er blieb vier Jahre im Haus am Ring und konnte in dieser Zeit sowohl seine vielfältige Einsetzbarkeit unter Beweis stellen als auch sein komödiantisches Talent. Er stellte sich als Mozartsänger vor, als Pedrillo, Don Basilio und als Monostatos, Rollen, die er in Wien 5-mal, 21-mal bzw. 15-mal übernehmen sollte. Seine erste große Premiere waren die Meistersinger von Nürnberg am 26. Dezember 1929, inszeniert von Lothar Wallerstein, dirigiert von Clemens Krauss. Es sang den David, seine Partner waren Wilhelm Rode (als Hans Sachs), Josef Kalenberg (als Stolzing) und Lotte Lehmann (als Eva). Der David war diejenige Rolle, die er in Wien am häufigsten sang, nämlich in insgesamt 46 Vorstellungen. Dem David vergleichbar sind der Wenzel in Smetanas Die verkaufte Braut (6 Vorstellungen) und der Filipeto in Wolf-Ferraris Die vier Grobiane (4 Vorstellungen). 13-mal war er als Bob, ein Cowboy aus Amerika, in „Spuk im Schloß (Böse Zeiten für Gespenster)“ besetzt, in der Sylvesterpremiere des Jahres 1932 mit dem Leading Team Krauss/Wallerstein. Diese komische Oper stammte von Jan Löwenbach (Text) und Jaroslav Křička (Musik). Neben Chargen in einer Reihe von Richard-Strauss-Opern (Salome, Elektra Ariadne auf Naxos und Intermezzo) übernahm er auch einige Comprimario-Partien in Werken Puccinis, beispielsweise den Spoletta in Tosca, den Goro in Madama Butterfly oder den Liederverkäufer in Il tabarro. Dazwischen immer wieder Hauptrollen, jeweils 3-mal sang er den Jacquino im Fidelio und die Knusperhexe in Hänsel und Gretel, 10-mal den Matteo in Arabella und 7-mal den Beppo in Pagliacci. Zusätzlich zum David übernahm er auch eine Reihe weiterer Wagner-Rollen, beispielsweise den Steuermann im Fliegenden Holländer (6-mal) oder den Mimen im Rheingold (10-mal) und im Siegfried (21-mal). Auch im Operettenfach bewährte sich der Sänger, 6-mal übernahm er den Georges Duménil im Richard Heubergers Opernball, jeweils 9-mal Scalza und Arlechino in Boccaccio von Franz von Suppè, 20-mal den Gabriel von Eisenstein in der Fledermaus von Johann Strauss (Sohn). In Giuditta von Franz Lehar, uraufgeführt an der Wiener Staatsoper am 20. Januar 1934, war er als Pierrino besetzt und sang diese Rolle auch in weiteren 21 Vorstellungen.
Am 1. Juni 1933 wurde Zimmermann Mitglied der NSDAP (Mitgliedsnummer 1.623.285).
Clemens Krauss und Lothar Wallerstein besetzten Zimmermann auch bei den Salzburger Festspielen der Jahre 1930 bis 1932 als Don Basilio in Mozarts Le nozze di Figaro. In Salzburg war der Sänger auch unter der Stabführung von Bruno Walter (als Monostatos im Jahre 1931) und von Wilhelm Furtwängler (als David im Jahre 1938) zu hören. Ansonsten war er im Sommer zumeist in Bayreuth verpflichtet, wo er insbesondere als Mime im Ring-Zyklus große Erfolge errang, so Kutsch/Riemens. Im Jahr 1934 gastierte er erstmals in Paris und London. In der Spielzeit 1934/1935 war er an der Hamburgischen Staatsoper verpflichtet, danach holte ihn Clemens Krauss an die Staatsoper Unter den Linden in Berlin. Er blieb bis zur Theatersperre im Jahr 1944 Ensemblemitglied des Hauses und gastierte fallweise auswärts. 1937 debütierte er an der Opéra de Monte Carlo, 1938 am Opernhaus Zürich. Von 1937 bis 1939 hörte man ihn erneut am Royal Opera House Covent Garden in London, 1938 auch wieder an der Pariser Oper. In Berlin war er in einer Reihe von Uraufführungen besetzt, im Januar 1937 in Rembrandt van Rijn von Paul von Klenau, im Mai 1938 in Schneider Wibbel von Mark Lothar, im November 1938 in Peer Gynt von Werner Egk, im Dezember 1941 in der Deutschen Erstaufführung von Riccardo Zandonais La farsa amorosa und schließlich im April 1943 in der Uraufführung Schloß Dürande von Othmar Schoeck. Daneben sang er sein übliches Repertoire. In Bayreuth trat er noch 1943 und 1944 als David auf. Er stand auf der im August 1944 erstellten Gottbegnadeten-Liste.
Nach dem Bombentreffer auf die Berliner Staatsoper am 3. Februar 1945 und nach der Schließung der Bayreuther Festspiele waren seine bisherigen Wirkungsstätten weggefallen. Er fand ein Engagement an der Städtischen Oper Berlin, der heutigen Deutschen Oper, an welcher er noch bis 1955 auftrat. An seinem neuen Stammhaus war er im September 1952 an einer weiteren Uraufführung beteiligt, am Preußischen Märchen von Boris Blacher. Er gastierte erneut in London, zuletzt 1950, und in Paris, zuletzt 1955. Ob seine Gastspiele in Brüssel und Amsterdam vor, während oder nach dem Zweiten Weltkrieg stattfanden, ist nicht bekannt. Kutsch/Riemens schreiben: „Als Tenor-Buffo muß man ihn als den Nachfolger des großen Julius Lieban bezeichnen. Seine Glanzrollen waren der Mime im Nibelungenring und der David in den »Meistersingern«, in denen er auch als Darsteller brillierte.“ Nach dem Ende seiner Bühnenlaufbahn wirkte Erich Zimmermann als Gesangspädagoge in Berlin.

## Tondokumente (Auswahl)
Gesamtaufnahmen
- Fidelio, Partie des Jaquino. Staatskapelle Dresden, Dirigent: Joseph Keilberth. 1948
- Der Waffenschmied. Chor und Orchester des Reichssenders Berlin, Gustav Adolf Schlemm. Mit Michael Bohnen (Stadinger), Carla Spletter (Marie), Hans Wocke (Graf), Erich Zimmermann (Georg), Erich Rauch (Adelhof), Margarete Arndt-Ober (Irmentraut), Arthur Große (Brenner), Hans Sternberg (Schmiedegeselle). 1936
- Die Entführung aus dem Serail, Partie des Pedrillo. Orchester des Reichssenders Berlin, Heinrich Steiner. 1937
- Der fliegende Holländer, Partie des Steuermanns. Bayreuther Festspiele, Dirigent: Richard Kraus. 1942
- Die Meistersinger von Nürnberg, Partie des David. Bayreuther Festspiele, Dirigent: Wilhelm Furtwängler. 1943 (1. Szene 1. Akt und Quintett 3. Akt fehlen)
- Tannhäuser und der Sängerkrieg auf Wartburg, Partei des Heinrich des Schreibers. Orchester der Städtischen Oper Berlin, Leopold Ludwig. 1949
- Tristan und Isolde, Partie des Hirten. Staatskapelle Berlin, Robert Heger. 1943

Szenen und Arien
- Mehrere Fragmente aus Opernaufführungen der Wiener Staatsoper aus den dreißiger Jahren auf Koch Records (u. a. als David und als Mime)
- Immer ist Undank Loges Lohn, aus dem Rheingold,  Partie des Loge. Orchester der Bayreuther Festspiele, Dirigent: Karl Elmendorff. 1942
- Steuermann! lass die Wacht!, aus dem Fliegenden Holländer, Partie des Steuermanns. Dirigent: Artur Rother, 1943.

## Ehrungen
Aus Anlass des 50. Geburtstages von Adolf Hitler wurde ihm am 20. April 1939 der Titel „Kammersänger“ verliehen.